# جورج‌تاون (سنت وینسنت و گرنادین‌ها)
جورج‌تاون (به لاتین: Georgetown) یک منطقهٔ مسکونی در سنت وینسنت و گرنادین‌ها است که در شارلوت پریش واقع شده‌است.